# Santa María Visitación
Santa María Visitación est une ville du Guatemala dans le département de Sololá.